# Шрі-Ланка на літніх Олімпійських іграх 1992
Шрі-Ланку на літніх Олімпійських іграх 1992 року у Барселоні (Іспанія) представляли 11 спортсменів (5 чоловіків та 6 жінок), які брали участь у 5 видах спортивних змагань: з легкої атлетики, бадмінтону, плавання, стрільби та важкої атлетики. Атлети Шрі-Ланки не завоювали жодної медалі.

## Бадмінтон
| Дисципліна       | Спортсмен                  | 1 раунд                         | 2 раунд            | 3 раунд            | Чвертьфінал        | Півфінал           | Фінал              | Фінал      |
| Дисципліна       | Спортсмен                  | Суперник Результат              | Суперник Результат | Суперник Результат | Суперник Результат | Суперник Результат | Суперник Результат | Місце      |
| ---------------- | -------------------------- | ------------------------------- | ------------------ | ------------------ | ------------------ | ------------------ | ------------------ | ---------- |
| Нарошан Віджекун | одиночний розряд, чоловіки | Ганнес Фухс (AUT) L 9–15, 11–15 | не пройшов         | не пройшов         | не пройшов         | не пройшов         | не пройшов         | не пройшов |

## Важка атлетика
| Спортсмен                  | Дисципліна | Ривок     | Ривок | Поштовх   | Поштовх | Разом | Місце |
| Спортсмен                  | Дисципліна | Результат | Місце | Результат | Місце   | Разом | Місце |
| -------------------------- | ---------- | --------- | ----- | --------- | ------- | ----- | ----- |
| Ансела Марлен Віджевікрема | до 52 кг   | 95        | 15    | 117,5     | 12      | 212,5 | 12    |

## Легка атлетика
Трекові та шосейні дисципліни
| Шріянта Діссанаяке     | 100 м, чоловіки          | 10:87   | 56  | не пройшов | не пройшов | не пройшов | не пройшов | не пройшов | не пройшов |            |            |
| Шріянта Діссанаяке     | 200 м, чоловіки          | 21:61   | 47  | не пройшов | не пройшов | не пройшов | не пройшов | не пройшов | не пройшов |            |            |
| Куруппу Карунаратне    | марафон, чоловіки        | Н/Д     | Н/Д | Н/Д        | Н/Д        | Н/Д        | Н/Д        | 2:32:26    | 71         |            |            |
| Дамаянті Дарша         | 100 м, жінки             | 11:88   | 38  | не пройшла | не пройшла | не пройшла | не пройшла | не пройшла | не пройшла |            |            |
| Дамаянті Дарша         | 200 м, жінки             | 23:82   | 27  | 23:89      | 29         | не пройшла | не пройшла | не пройшла | не пройшла |            |            |
| Джаяміні Іллеперума    | 400 м, жінки             | 54:14   | 30  | 53:55      | 25         | не пройшла | не пройшла | не пройшла | не пройшла | не пройшла | не пройшла |
| Шріяні Дхамміка Меніке | 800 м, жінки             | 2:03:82 | 27  | Н/Д        | Н/Д        | не пройшла | не пройшла | не пройшла | не пройшла |            |            |
| Шріяні Кулаванса       | 100 м з бар'єрами, жінки | 13:55   | 28  | не пройшла | не пройшла | не пройшла | не пройшла | не пройшла | не пройшла |            |            |

Польові дисципліни
| Спортсмен           | Дисципліна           | Кваліфікація | Кваліфікація | Фінал      | Фінал      |
| Спортсмен           | Дисципліна           | Дистанція    | Місце        | Дистанція  | Місце      |
| ------------------- | -------------------- | ------------ | ------------ | ---------- | ---------- |
| Віджіта Амерасекера | метання списа, жінки | 48,00 м      | 24           | не пройшла | не пройшла |

## Плавання
| Спортсмен       | Дисципліна                     | Гіт     | Гіт   | Фінал      | Фінал      |
| Спортсмен       | Дисципліна                     | Час     | Місце | Час        | Місце      |
| --------------- | ------------------------------ | ------- | ----- | ---------- | ---------- |
| Джулінг Боллінг | 100 м батерфляєм, чоловіки     | 1:01.63 | 65    | не пройшов | не пройшов |
| Джулінг Боллінг | 200 м батерфляєм, чоловіки     | 2:17.47 | 44    | не пройшов | не пройшов |
| Джулінг Боллінг | 200 м вільним стилем, чоловіки | 2:02.01 | 49    | не пройшов | не пройшов |

## Стрільба
| Спортсмен           | Дисципліна                         | Кваліфікація | Кваліфікація | Фінал      | Фінал      |
| Спортсмен           | Дисципліна                         | Бали         | Місце        | Бали       | Місце      |
| ------------------- | ---------------------------------- | ------------ | ------------ | ---------- | ---------- |
| Пушпамалі Раманаяке | пневматична гвинтівка, 10 м, жінки | 382          | 37           | не пройшла | не пройшла |